# Jean-René Carrière
Pour les articles homonymes, voir Carrière.
Jean-René Carrière est un artiste peintre et sculpteur français, né le 18 mai 1888 à Paris où il est mort le 15 juin 1982.

## Biographie

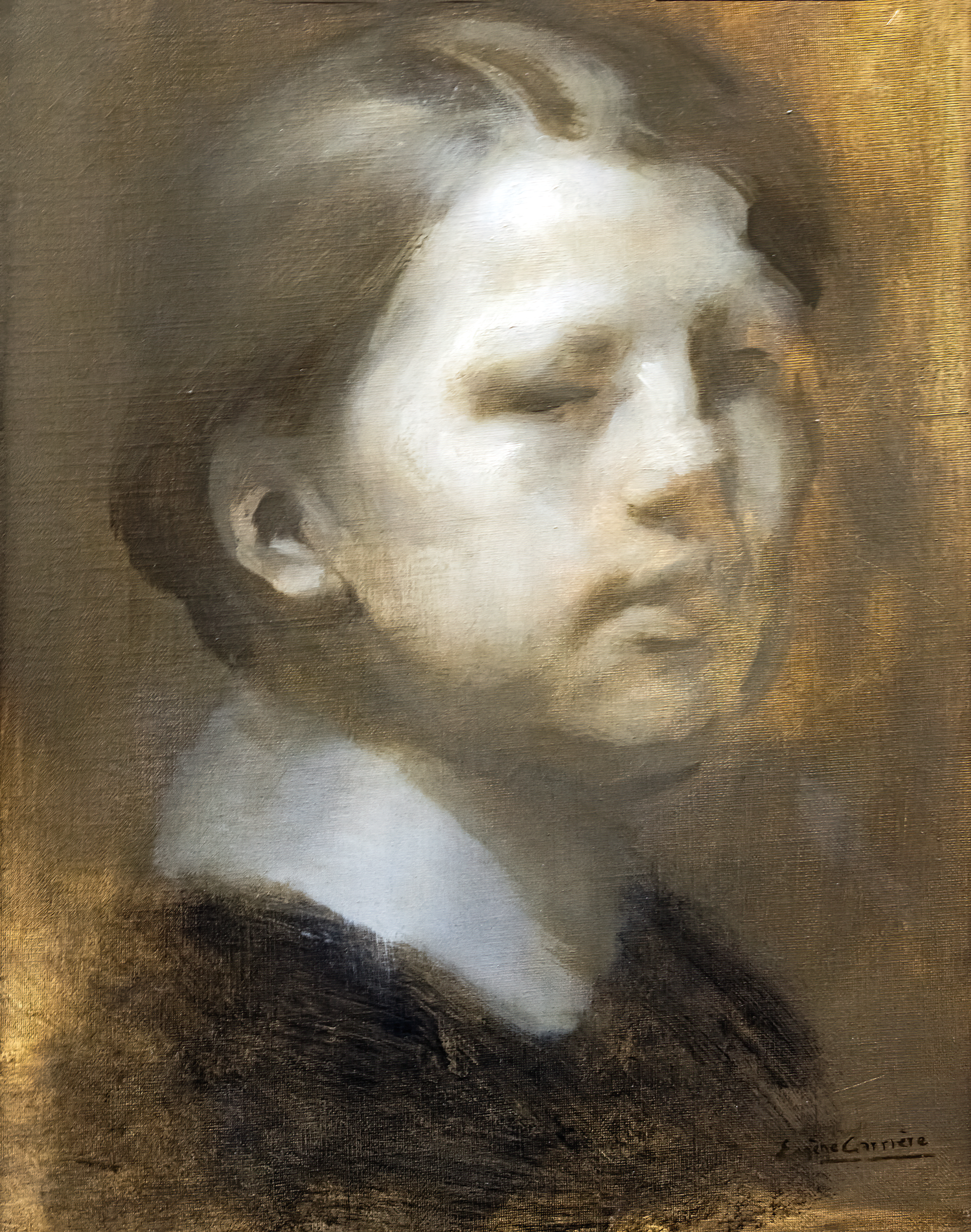
Portrait de René Carrière, alors enfant, par son père Eugène Carrière, huile sur toile, exposée au musée Toulouse-Lautrec à Albi.

Charles Jean René Carrière naît le 18 mai 1888 dans le 18e arrondissement de Paris : il est le fils du célèbre peintre du XIXe siècle Eugène Carrière et de Sophie Adélaïde Desmouceaux.
Sociétaire du Salon d'automne, il y expose en 1928 la toile Portrait. Pâtre et au Salon des Tuileries, une épreuve en marbre nommée Pigeon.
En 1936, il exécute une statue monumentale en hommage à son père qui est installée et inaugurée place Constantin-Pecqueur dans le 18e arrondissement de Paris. Une photographie de la famille Carrière au pied du monument — prise par le photographe Henri Manuel, vraisemblablement le 29 novembre 1936, le jour de l’inauguration  — est conservée dans les collections du musée d'Orsay.
On lui doit en 1966 l'ouvrage De la vie d'Eugène Carrière : souvenirs, lettres, pensées, documents, consacré à son père.
Jean-René Carrière a été marié à Andrée Louise Marie Paillard Saint-Fort.
Il meurt âgé de 94 ans le 15 juin 1982, dans son domicile de la rue de l’Arc-de-Triomphe dans le 17e arrondissement de Paris.

## Œuvres
- Le Bonnet de laine, portrait d'Aline Carrière, sa fille, 1925-1930, musée des Beaux-Arts et d'Archéologie Joseph-Déchelette, Roanne.
- Tête de bébé suçant son pouce, probablement Aline, la fille de l'artiste, 1906, musée des Beaux-Arts et d'Archéologie Joseph-Déchelette, Roanne.